# Cecco d'Ascoli
Pour les articles homonymes, voir Ascoli.
Francesco Stabili, dit Cecco d'Ascoli (né en 1269 à Ascoli, dans les Marches en Italie - mort le 10 septembre 1327 à Florence), était un poète et encyclopédiste italien du Moyen Âge. Il est l'auteur d'un poème didactique intitulé Acerba, écrit en italien, une sorte d'encyclopédie  où il traite de la physique et de l'astrologie. Brûlé vif par l'Inquisition, il compte au nombre des martyrs de la liberté de penser.

## Biographie

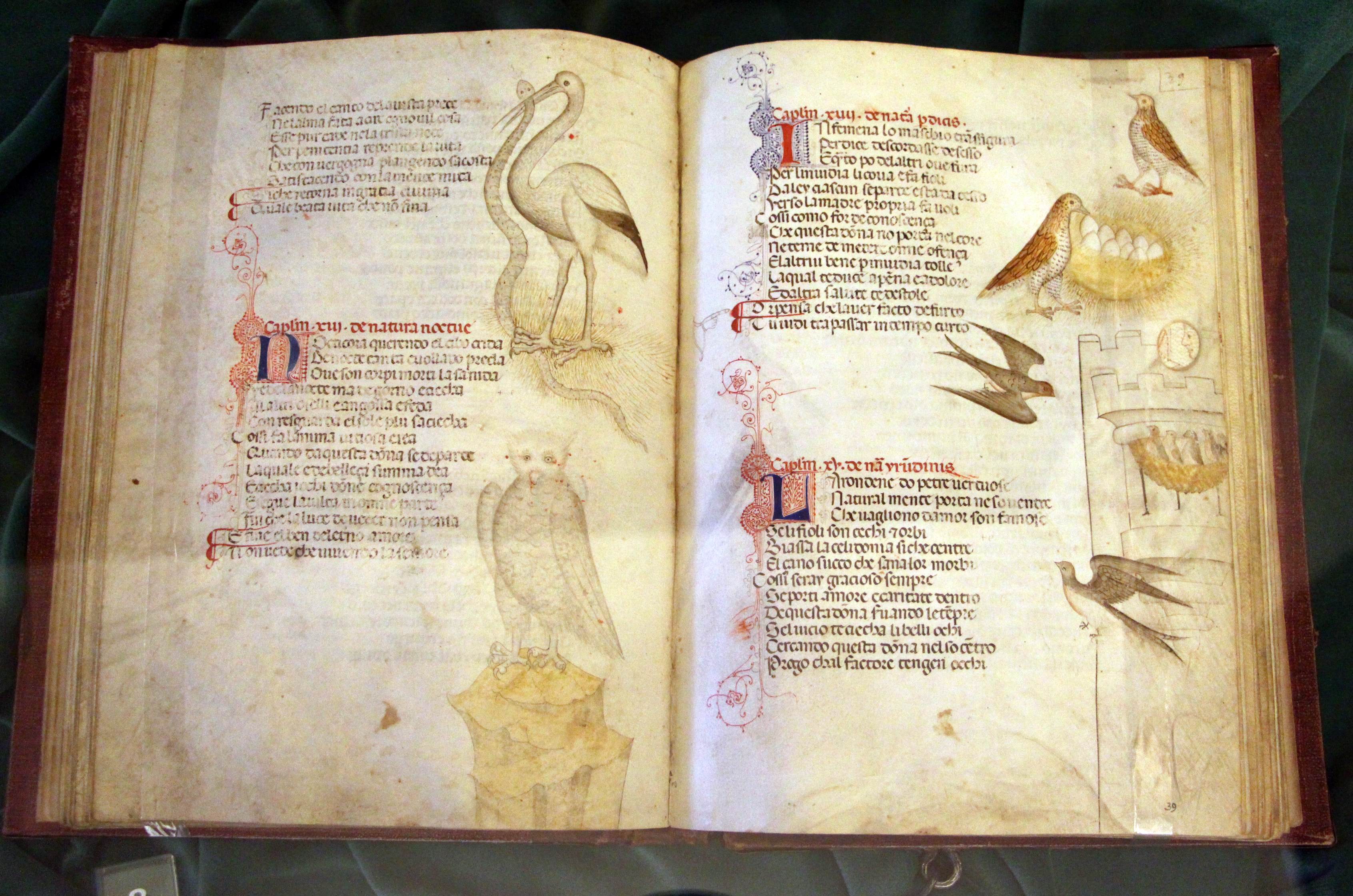
Liber acerbe etatis, XIVe siècle, Bibliothèque Laurentienne, pluteo 38v 01

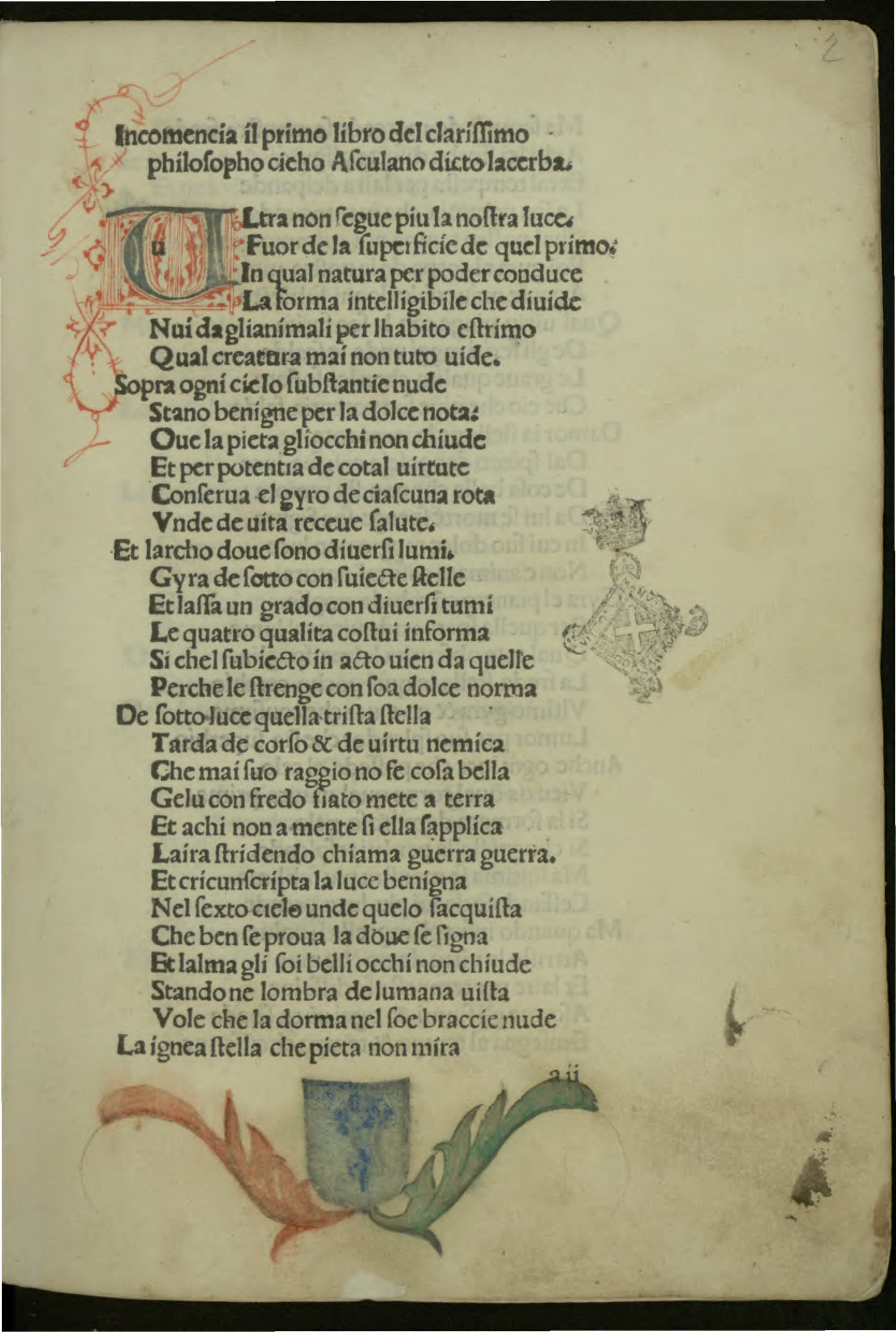
Acerba, incipit, 1484

Il naît Francesco Stabili en 1269, près d'Ascoli Piceno. Il a sans doute fait ses études de médecine à Salerne, mais rien ne l'atteste. Vers cette époque, il connaît Dante (mort en 1321) et discute avec lui.
En 1297, accusé d'un délit de droit commun, il est cité à comparaître devant le tribunal d'Amandola, mais réussit à se disculper.
Il s'installe à Bologne, en (1322-1324); il enseigne l'astrologie à l'université de Bologne; il commente Joannes de Sacrobosco (= Jean de Halifax, auteur de Sphaera mundi, Sphère du monde, en 1231).
En 1324, première condamnation de l'Inquisition, celle de Bologne. L'inquisiteur Lamberto de Cingoli, un dominicain, l'accuse de « mal parler » de la foi catholique, il lui impose une pénitence, il met ses livres sous séquestre, il lui interdit l'enseignement, il le frappe d'une amende. Cecco d'Ascoli doit quitter Bologne le 16 décembre 1324. En 1325, la défense d'enseigner est levée. Il préfère commenter le De principiis astrologiae (Des principes de l'astrologie) d'Alcabitius (al-Qâbisî, auteur d'une Introduction à l'art du jugement des astres, en 949, traduite en latin par Jean de Séville Hispalensis). Fin 1326, il va à Florence, comme astrologue-médecin du duc Charles de Calabre. Un nouveau procès le rattrape, dirigé par Accursio, un franciscain, évêque d'Aversa.
En juillet 1327, deuxième condamnation de l'Inquisition, celle de Florence. L'évêque déclare Cecco relaps (retombé en hérésie), il le condamne au bûcher et fait détruire ses œuvres : le Commentaire sur le « De Sphaera » de Sacrobosco, le Commentaire sur le « De principiis astrologiae » d'Alcabitius, l'Acerba. Ce n'est pas l'astrologie qui est condamnée, puisqu'elle est acceptée, enseignée, mais une utilisation non orthodoxe. Les chefs d'accusation à Florence reprennent ceux de 1324 à Bologne : 
- 1) Cecco d'Ascoli a affirmé que l'on peut, sous certaines constellations, accomplir des choses extraordinaires, et il croit en l'existence d'esprits malins dans les sphères supérieures (ce qui ressemble à une croyance cathare) ;
- 2) il croit que la naissance du Christ peut être prévue par la position des astres, ce qui entre en contradiction avec le dogme catholique de la toute-puissance divine ;
- 3) il croit que la venue de l'Antéchrist peut être prédite, et astrologiquement, ce qui est contraire aux Évangiles.

Les veines du front taillées, Cecco d'Ascoli est brûlé par l'Inquisition de Florence, le 10 septembre 1327.
Acerba a été imprimé pour la 1re fois à Venise en 1476. Le livre s'oppose à la vision thomiste du monde telle qu'on la voit chez Dante.
«Au-dessus de chaque ciel, là où la bonté divine ne ferme pas les yeux,
grâce à la douce harmonie,
les substances incorporelles sont bienveillantes ;
par la puissance d'un tel pouvoir
elles gouvernent la ronde de chaque sphère
et ainsi recevons-nous la vie. »

### Œuvres
- L'Acerba - Acerba etas (1324-1327). Commentaire latin - Commentaire vulgaire - Sonnets, édition par Marco Albertazzi, Trento, La Finestra editrice, 2002, XXXIV-240 p + 1 CR-ROM. Trad. française (de l'italien) Marie-Claude Ramain :
- Joannis de Sacro Bosco Sphaera mundi, cum tribus commentis nuper editis, videlicet Cicchi Esculani, Venise, 1499, édition par Jacques Lefèvre d'Étaples ; édition par Giuseppe Boffito, 1904. Commentaire du De la sphère du monde (1231) de l'astronome Joannes de Sacrobosco (= Jean de Halifax, John Holywood). Lynn Thorndike, The Sphere of Sacrobosco and its commentators, University of Chicago Press, 1949, X-496 p.
- De principiis astrologiae : Augusto Beccaria, Il Commento di Cecco d'Ascoli all'Alcabizio, Florence, 1905. Commentaire de l' Introduction à l'art du jugement des astres (949) de l'astrologue Alcabitius (= al-Qâbisî, Abdelazis).
- De eccentricis et epicyclis : G. Boffito, Il De eccentricis et epicyclis di Cecco d'Ascoli novammente scoperto e illustrato, Florence, Direzione dell'Istituto alla Querce, 1905.

### Études
- Paolo Antonio Appiani, « Vita Francisci Stabilis (vulgo) Cecco d'Ascoli », dans Domenico Bernini, Historia di tutte l’heresie, vol. III, Rome, 1707, p. 450-459.
- Sara Ferrilli, «Per raggio di stella» : Cecco d'Ascoli e la cultura volgare tra Due e Trecento, Ravenna, Longo, 2022, accès libre: .
- AA.VV., Studi stabiliani, par Marco Albertazzi, Trento, La Finestra editrice, 2002.
- Marco Albertazzi, Perspectives métaphysiques dans la poésie italienne du XIVe siècle: L'« Acerba » de Cecco d'Ascoli, Thèse de Docteur de l'Université Paris IV - Sorbonne, Paris, 2005.
- Sara Ferrilli, Archeologia della critica stabliana. Cecco d'Ascoli tra i difensori di Dante, in Linguistica e letteratura, 39, 2014, p. 173-210.
- A. M. Partini et V. Nestler, Cecco d'Ascoli. Un poeta occultista medievale, Rome, 1979.
- George Steiner, Invidia, in Les livres que je n'ai pas écrits, Gallimard, 2008, pp. 53–85.
- Lynn Thorndike, A History of Magic and Experimental Science, vol. 2, 1934, New York: MacMillan, pp. 948 sq.  Cecco d'Ascoli, Kessinger, 2010, 28 p.
- Nicolas Weill-Parot, I demoni della Sfera : la 'nigromanzia' cosmologico-astrologica di Cecco d'Ascoli, in Cecco d'Ascoli. Cultura, scienza e politica nell'Italia del Trecento. Atti del Convegno di studio svoltosi in occasione della XVII edizione del Premio internazionale Ascoli Piceno, 2-3 dicembre 2005, Rome, ISIME, 2007, p. 103-132.